# Marble Hornets
Marble Hornets (zkráceně MH) je internetový seriál publikovaný na sociální síti YouTube, který je inspirován creepypastou o Slender Manovi. První video bylo publikováno 20. června 2009, jedná se tedy o jeden z prvních internetových seriálů o Slender Manovi, jehož první epizoda vyšla přesně deset dní od zveřejnění vůbec prvního obrázku týkajícího se Slender Mana.
Poslední epizoda byla zveřejněna přesně po pěti letech, tedy 20. června 2014. V roce 2017 bylo na hlavním kanále zveřejněno celkem 92 videí (87 „záznamů“, v angl. entries), které měly v roce 2019 dohromady více než 100 milionů zhlédnutí. Dále bylo publikováno 39 doprovodných videí na vedlejší kanál s názvem „totheark“.
3. srpna 2015 na MH navázal další seriál jménem Clear Lakes 44, který byl publikován na hlavní kanál MH. V dubnu 2016 byl ale projekt ukončen poté, co se tvůrčí tým rozpadl. 13. října ještě téhož roku byl spuštěn nástupce Clear Lakes 44 jménem ECKVA.
27. prosince 2017 Troy Wagner publikoval na sociální síti Twitter obrázek, který měl být upoutávkou na nový komiks založený na Marble Hornets.
V roce 2015 byl do kin uveden celovečerní film založený na MH pod názvem Always Watching: A Marble Hornets Story.

## Vývoj a ohlasy
Wagner a DeLage začali na seriálu pracovat po tom, co si na internetu přečetli o legendě o Slender Manovi a taky poté, co zjistili, jak snadné je nahrávání videí na YouTube. Zpočátku měli rozpočet asi 500 amerických dolarů, který použily na natočení prvních 26 epizod. Délka epizod nebyla stanovena a byla ponechána na náhodě; rozhodli se totiž, že postavy by se nezabývaly délkou každého záznamu a že tím přidají na autentičnosti. Programy použité na střih byly Sony Vegas Pro a Adobe Premiere.
V roce 2013 americká stránka Dread Central umístila Marble Hornets do svého žebříčku 10 nejlepších hororových filmů vytvořených fanoušky (ačkoliv se technicky vzato nejednalo o film) a během „vysílání“ první řady byl seriál pochválen americkým filmovým kritikem Rogerem Erbertem.
V květnu roku 2014 tvůrci založili kampaň na Kickstarteru kvůli získání peněz na vydání třetí řady seriálu na DVD. Původní cíl, stanovený na 8 000 amerických dolarů, byl překonán o neuvěřitelných 76 271 dolarů. Peníze získané navíc byly využity na další projekty, např. na box sety a na doplňkové materiály využité k podobě scén během natáčení.

## Filmová adaptace
V únoru 2013 americký deník Variety informoval o probíhajících plánech na vytvoření celovečerní filmové adaptace Marble Hornets. Zároveň také informoval o tom, že scenáristou bude Ian Shorr, režisérem James Moran a že postavu Slender Mana (v seriálu nazvaném jako The Operator) si zahraje Doug Jones. V říjnu téhož roku Wagner na svém blogu vydal prohlášení, že natáčení filmu bylo dokončeno a že film nebude pokračováním seriálu, ale že se bude odehrávat ve stejném světě jako seriál.
Film byl nazván Always Watching: A Marble Hornets Story a byl uveden formou videa na vyžádání (VOD) 7. dubna 2015 v hlavních rolích s Dougem Jonesem, Alexandrou Breckenridge a Alexandrou Holden. Limitované promítání filmu bylo zahájeno ve vybraných kinech 15. května 2015. Ohlas filmové kritiky na tento film byl převážně negativní.